# Insomnium
Insomnium (Latijn voor "slapeloosheid") is een Finse melodieuze-deathmetalband, die in 1997 in Joensuu werd opgericht.

## Biografie
Insomnium werd in de lente van 1997 in het kleine stadje Joensuu opgericht. Al in het begin was het duidelijk dat hun muziek bruut maar toch melodieus was. Na twee jaar lang intensief oefenen, werd hun eerste demo opgenomen. Hun band bestond toen uit gitarist Ville Friman, drummer Markus Hirvonen en bassist/vocalist Niilo Sevänen en later kwam er een nieuwe gitarist bij de band, Ville Vänni. Na twee veelgeprezen demo's tekende de band in 2001 een platencontract bij het Britse label Candlelight Records. De afgelopen tien jaar maakte Insomnium, langzaam maar zeker naam in de melodieuze deathmetal-scène.

### 2001-2003
Hun eerste album In the Halls of Awaiting, de opnames begonnen in 2001 en het album werd uitgebracht in 2002. Het genre was typisch Scandinavische death metal maar een stuk melodieuzer.

### 2003-2004
In 2003 werd hun tweede album Since the Day It All Came Down opgenomen en in 2004 werd het uitgebracht. Hun songs waren veelzijdig, duisterder en het progressieve was veel duidelijker te horen dan eerst. Ook waren de songs uitdagender en de nummers namen kronkelende paden qua stijl.

### 2004-2006
In 2005 werd de eerste tour buiten Finland gehouden. Hun derde album Above the Weeping World uit 2006, was duisterder, agressiever en harder dan de vorige albums. Door nieuwe composities en bewerkingen had dit album een nieuw hoogtepunt bereikt en het totale geluid was zwaarder en rijker. Het album werd strakker, gemener en dreigender dan eerst. Hun oude vriend Aleksi Munter heeft een heldendicht op keyboards gemaakt en delen een geheel nieuwe laag toegevoegd aan de nummers. Het album nam de negende plek in de Finse albumlijsten, in Mortal Video schalden delen over het beeld bij MTV en Insomnium had een lange tour gemaakt in Europa en Noord-Amerika met bands als Amorphis, Katatonia, Enslaved en Satyricon.

### 2006-2009
In 2009 werd hun vierde album Across the Dark uitgebracht. De muziek werd steeds melodieuzer en de veranderingen werden steeds groter vergeleken met hun eerste album. Toetsenborden waren duidelijk te horen en er zijn enkele prachtige tracks met de heldere zang van Jules Näveri. Het had een beetje weg van folk metal, snufje van doom metal, sommige thrashmetal-achtig, een heleboel van tijdloze melodieën en progressieve wendingen.

### 2009-heden
Hun vijfde album One for Sorrow is in 2011 uitgebracht.

## Tours
Insomnium speelde in Nederland op 8 december 2009 in De Kelder in Amersfoort, op 26 mei 2010 in Bibelot Dordrecht, op 28 mei 2010 op Dynamo Eindhoven, en was op 14 november 2011 te zien in Baroeg, Rotterdam.
De band kondigde in 2013 op hun website een Europese tour met Moonspell aan. Hierbij stond ook een Nederlandse tourdatum dat op 25 april was op het NAXT Stage in Almelo.
Op 20 oktober 2013 stond Insomnium in Poppodium 013, te Tilburg.

## Albums
- In the Halls of Awaiting (2002)
- Since the Day It All Came Down (2004)
- Above the Weeping World (2006)
- Across the Dark (2009)
- One for Sorrow (2011)
- Shadows Of The Dying Sun (2014)
- Winter's Gate (2016)
- Heart Like a Grave (2019)

## Bandleden

### Huidige bandleden
- Niilo Sevänen − vocals, bas (Watch Me Fall) (1997−heden)
- Ville Friman − backing vocals, gitaar (Arrival, Enter My Silence) (1997−heden)
- Markus Vanhala - gitaar (Omnium Gatherum) (2011-heden)
- Markus Hirvonen − drums (1997−heden)

### Oud bandleden
- Ville Vänni − gitaar (Watch Me Fall, ex-Hateform) (2001−2011)
- Tapani Pesonen − drums, gitaar (1997−1998)
- Timo Partanen − gitaar (1998−2001)

### Gastleden
- Varpu Vahtera − keyboards op In the Halls of Awaiting (Watch Me Fall)
- Jone Väänänen − keyboards
- Aleksi Munter − keyboards
- Laura Naire − cello
- Jules Näveri (Profane Omen) - Clean vocals op Across the Dark
- Mikael Stanne - Guest vocals on "Weather the Storm"